# تيري آدامز (لاعب كرة قاعدة)
تيري آدامز (بالإنجليزية: Terry Adams) هو لاعب كرة قاعدة أمريكي، ولد في 6 مارس 1973 في موبيل في الولايات المتحدة.

## وصلات خارجية
- تيري آدامز على موقع دوري كرة القاعدة الرئيسي (الإنجليزية)
- تيري آدامز على موقعبيزبول رفرنس.كوم (الدوري الرئيسي) (الإنجليزية)
- تيري آدامز على موقعبيزبول رفرنس.كوم (الدوري الثانوي) (الإنجليزية)
- تيري آدامز على موقع إي إس بي إن.كوم (أم.أل.بي) (الإنجليزية)
- تيري آدامز على موقع مشجعي الرسوم البيانية (الإنجليزية)